# 哈利·波特与阿兹卡班囚徒
《哈利·波特与阿兹卡班囚徒》（英語：Harry Potter and the Prisoner of Azkaban），英国作家J.K.罗琳的系列魔幻文学作品《哈利·波特》系列的第三集。英文原版於1999年9月8日在英国出版。简体中文版原名《哈利波特与阿兹卡班的囚徒》，由郑须弥翻译并于2000年9月出版，为保持哈利波特系列翻译风格统一，人民文学出版社2009年4月进行了再次出版，由马爱农、马爱新重新翻译，并更名为《哈利波特与阿兹卡班囚徒》。正體中文版於2001年6月22日由皇冠出版社出版。

## 主要情節
哈利波特的三年級暑假，發生了兩件令哈利既憂且怒的事件：天狼星·布萊克逃獄和德思禮姨丈的姐姐瑪姬到訪。

### 哈利波特逃出德思禮家
在1993年7月31日午夜，哈利波特收到了從朋友（榮恩、妙麗和海格）送來的生日禮物，榮恩更寄來剪報和一個袖珍測奸器，表示其父親（亞瑟·衛斯理）抽到《預言家日報》700加隆的獎品，全家到了埃及旅行（以探望在埃及古靈閣工作的比爾·衛斯理），妙麗送來一箱「飛天掃帚保養工具箱」（這箱子太重，哈利原本以為妙麗送來的一定是一本寫滿超難符咒的巨書），海格則送上一本會咬人的書 - 怪獸的怪獸書（信上表示會派上用場，哈利用皮帶把它捆住）。之後收到霍格華茲寄來的信，裏面夾有一張同意學生前往活米村的同意書。
第2天，麻瓜新聞報導有逃犯逃脫（天狼星·布萊克），並帶有一枝槍。威農姨丈其後表示瑪姬·德思禮（威農的姐姐，每次到訪都令哈利留下深刻的恐怖回憶）會到德思禮家到訪一個星期，威農姨丈要求哈利不要露出任何巫師的行為，並表示哈利進了聖布魯特少年慣犯監。
瑪姬姑姑到後，一個星期都沒有甚麼異樣，哈利一直以同意書簽名作忍耐和回想飛天掃帚保養工具箱裡的說明書作分散注意力（瑪姫以其呆樣批評其智商過低），可是在最後一天晚上，瑪姬姑姑因碰觸到哈利的底線（瑪姬侮辱詹姆和莉莉）而被哈利用魔法（失去控制力）變成一個大氣球，往天花板浮去，哈利亦因憤怒而離開了德思禮家。

### 返校與邂逅雷木思·路平
在騎士公車（Knight Bus）的幫助（哈利在途中得知原來天狼星是謀殺了13個人的黑巫師，也是佛地魔的支持者）和夫子（魔法部長）的「寬容」下，哈利成功返回霍格華茲讀書（修讀3年級課程，也從書單得知了原來怪獸書是指定用書之一）且不會受到處分，在破斧酒吧中撞見了榮恩和妙麗，妙麗買了一隻貓，差點把榮恩的老鼠班班吃掉（班班從埃及回英國後一直生病）。
在破釜酒吧中，哈利意外聽見茉莉（榮恩的母親）和亞瑟在會客室大吵大鬧，原因是亞瑟希望把布萊克逃獄的真相告訴哈利（原來布萊克逃獄是為了追殺哈利）。
第2天（9月1日），哈利在9¾月台登上霍格華茲特快車前，向亞瑟透露自己已知道了自己正被布萊克追殺，亞瑟要求哈利發誓「不論聽到或發生任何事」，都不會去「找」布萊克。

### 掃帚損毀
在魁地奇比賽中，催狂魔突然出現，想吸取哈利的靈魂，哈利因此從掃帚上跌落了下來，鄧不利多使出了咒語，讓哈利緩緩地掉到地上，才沒有造成太大的傷害，同時亦出手擊退催狂魔；而當哈利從床上醒來時，榮恩和妙麗告訴哈利，他的光輪兩千撞到了渾拚柳，被發現時已斷成了好幾十個碎片，已經不能再使用，使哈利傷心不已。(雖然不能再騎，但哈利還是把它收藏起來，放在行李箱的角落)

### 「火閃電」風波
哈利在「光輪兩千」被破壞後不久，就收到一份特別的禮物：「火閃電」。但由於麥教授擔心「火閃電」已經被天狼星下了惡咒，因此把它沒收，並進行全面檢查，令哈利的情緒再次跌至谷底。在魁地奇球賽前，麥教授突然歸還「火閃電」給哈利，表示「火閃電」已經檢查完畢，請他放心使用。電影版則到了結局，因爲哈利和天狼星·布萊克的誤會已經重修舊好後才收到火閃電，於是就沒有了檢查的事了。

### 真相
其實彼得·佩迪魯（化身為榮恩的老鼠班班）才是幕後凶手，他是佛地魔（那個人）的部下，由於出於恐懼，才出賣了詹姆·波特和莉莉·伊凡，而天狼星·布萊克是他們原來的守密人，是他勸詹姆和莉莉將守密人改成佩迪魯。他原本想要通知他們，但到了現場已經來不及了，當時，他看見了彼得·佩迪魯，知道他是殺死詹姆·波特和莉莉·波特的兇手，便想殺死他，但彼得·佩迪魯化身一隻老鼠逃走了，天狼星因情緒激動，太過傷心，而在原地仰頭大笑，再加上他很多天沒整理自己了，因此從外表看上去很像殺人犯，所以大家才會誤會。（所以天狼星在阿茲卡班所說的"他在霍格華茲......"是指彼得·佩迪魯，而天狼星知道的原因是因為他從報紙上看到榮恩·衛斯理肩上的那隻老鼠（特徵是那隻老鼠的手上斷了一隻指頭）後來他們想要抓彼得·佩迪魯回學校，但就在雷木思·路平準備變身狼人時，一不注意，彼得·佩迪魯便變成老鼠趁機逃走了，而天狼星為了保護哈利，跟狼人對決身負重傷，走到湖邊，卻遇到許多催狂魔，哈利想要召喚護法，但體力不支，在兩人的靈魂快被吸走時，湖的對面竟有個人召喚了成形的護法—一頭雄鹿，哈利的視線模糊不清，但那個人卻如此像哈利的爸爸⋯⋯。當哈利醒來時，發現他躺在病床上，而老師們和魔法部部長已將天狼星·布萊克關進牢裡並已經執行死刑了，彼得·佩迪魯此時早已逍遙法外了。

### 協助天狼星逃走
哈利和妙麗在天狼星被魔法部捉捕後，決定使用時光器回到過去（榮恩因受傷無法同行），他們回到三小時前鷹馬還沒有被斬首的時候，他們拯救了鷹馬，然後過了一小時，哈利和妙麗看到了另一個哈利和天狼星正在試圖擊退催狂魔。哈利用護法咒把催狂魔打跑，後來哈利和妙麗騎上鷹馬趕緊飛往霍格華茲高塔救出天狼星，最後天狼星騎著鷹馬離開，隱居到某一個地方去了

## 發行版本
簡體中文版
ISBN 9787020033454
ISBN 9787020073474（再版）
正體中文版
ISBN 978-957-33-1800-2
ISBN 957-33-1800-8
英文版
Bloomsbury（英國、澳大利亞、加拿大等地）
ISBN 0-7475-4215-5